# Maniakh
Maniakh war ein aus Sogdien stammender Händler, der Mitte des 6. Jahrhunderts lebte und zeitweise als diplomatischer Gesandter der Kök-Türken fungierte.
Maniakh war ein wohlhabender und anscheinend auch politisch einflussreicher Händler. Die Kök-Türken hatten Sogdien um 560 erobert, was sich für die Sogdier aber nicht nachteilig auswirkte – im Gegenteil, Sogdier spielten vielmehr in Verwaltung und vor allem Wirtschaft eine maßgebliche Rolle. Maniakh stand offenbar in Gunst des Sizabulos, der in Sogdien herrschte; sein Sohn scheint am Hof des Sizabulos aufgewachsen und er selbst scheint gut vernetzt gewesen zu sein.
Bedeutende sogdische Händler um Maniakh traten Mitte der 560er-Jahre an Sizabulos heran. Sie wollten ihr Handelsnetzwerk weiter ausbauen und dafür auch das Sassanidenreich für den lukrativen Seidenhandel öffnen, den sogdische Händler im spätantiken Zentralasien weitgehend kontrollierten. Die Händler versprachen eine Steigerung der Profite, was insofern wichtig war, als Seide zu hohen Preisen von den Chinesen (im Westen als Seres bekannt) eingekauft werden musste.
Sizabulos stimmte zu und Maniakh führte daraufhin eine Delegation nach Persien. Über dieses und die folgenden Ereignissen sind wir dank eines recht ausführlichen Berichts informiert, den der Geschichtsschreiber Menander Protektor verfasst hat.
Der Perserkönig Chosrau I. soll die Seide gekauft, dann aber bei offener Zurschaustellung verbrannt haben. Eine zweite sogdische Handelsdelegation wurde von den Persern vergiftet. Damit brach der Perserkönig offen mit Sizabulos. Es ist möglich, dass Chosrau aus wirtschaftlichen Gründen den Zugang zum persischen Markt sperren wollte, zumal die Perser auch den Zwischenhandel über den Indischen Ozean gerne unter ihre Kontrolle bringen wollten. Aber es kann sich ebenso um rein persönliche Motive gehandelt haben, so um die Tatsache, dass der Großkönig mit Händlern nicht verhandeln wollte.
Maniakh überredete nun Sizabulos, direkten Kontakt mit den Oströmern aufzunehmen, die oft genug im Krieg mit Persien lagen. Auf diese Weise umgingen sie zwar den persischen Markt, konnten aber auf neue Profite hoffen und gleichzeitig Chosrau büßen lassen; wieder stimmte Sizabulos zu. 568 reiste Maniakh als Teil einer Delegation nach Konstantinopel, die von Kaiser Justin II. freundlich empfangen wurde. Ostrom und Persien hatten zwar 562 vorläufig Frieden geschlossen, aber der Kaiser war sehr an einem Bündnis interessiert. 
Im August 569 verließ eine oströmische Gesandtschaft Konstantinopel, die vom hohen Militär Zemarchos angeführt wurde und die von Maniakh begleitet wurde. Zemarchos wurde von Sizabulos prächtig empfangen und das Bündnis wurde vereinbart. Sowohl über die Gesandtschaften und das Bündnis berichtet der bereits erwähnte Menander Protektor. Über Maniakh selbst schweigen die Quellen anschließend. 
572 brach erneut Krieg zwischen Ostrom und Persien aus, wobei es neben verweigerten römischen Tributzahlungen (die Teil des Friedensabkommens waren) unter anderem auch um Handelsinteressen im Rahmen des Indienhandels ging. Das türkische Bündnis brachte aber nicht den erhofften Erfolg; als 575/76 eine oströmische Delegation nach Sogdien reiste, war Sizabulos verstorben und die Türkenherrscher Turxanthos und Tardu waren nicht an einem Bündnis interessiert.